# María Sagrario Ochoa Medina
María Sagrario Ocho Medina (Pamplona, 1930) es una escritora y poetisa española perteneciente a la llamada generación de los 60 en Navarra.

## Biografía
Inició sus estudios de Magisterio y de Dibujo y Pintura en Pamplona trasladándose después a Madrid para completar su formación en Bellas Artes en una academia en el barrio de San Fernando. A su regreso a Pamplona, realiza formaciones en Artes aplicadas. Su afición por la pintura se compagina con su pasión por la poesía. Así, realiza sus primeras publicaciones en El Pensamiento Navarro y también en el Club Taurino. Formará parte de las colaboradoras habituales de la revista Pregón, donde comenzó con una propuesta humilde tal y como recuerda su editor, Faustino Corella: “el primer día que ella, como tantos otros que vienen dispuestos a ofrecerme sus escritos, se me presentó con la carpeta en la que guardaba sus primicias poéticas”, al final llegará a publicar, entre 1940 y 1960, 34 composiciones siendo la segunda poetisa más activa por trabajos publicados, tras Amparo Abad (41) y por delante de Pilar de Cuadra (21). Con posterioridad la revista ha publicado más obras suyas.

## Obras
En 1974 la Editorial Gómez publica su primer poemario, Brote de silencios, con prólogo del poeta Faustino Corella. La poetisa auna composiciones dedicadas a amigos y familiares, especialmente a sus padres. 
En 1989 se funda Ahora-Orain. Poetas Solidarios, una revista promovida por el Centro “Anima” de Cruz Roja Navarra que nace con la intención de animar a aquellas personas mayores con intereses literarios.
En 1998 la Editorial Medialuna publica su segundo poemario, Huellas en el barro, obra en cuya lectura se invita a meditar sobre la amistad, el amor, el sufrimiento, la fe y todo aquello que se presenta a los ojos de la autora como inherente y noble en el ser humano.
Finalmente, en 2001, su último poemario publicado Rosas de mi fantasía, con la misma editorial. Donde la escritora agrupa una serie de narraciones poéticas para los más pequeños.

## Premios y reconocimientos
- En 2008 fue una de las escritoras premiadas en la modalidad de poesía del “II Concurso Literario Letras y Agua” dirigido a mayores de 65 años de la Comunidad Foral y promovido por la Agencia Navarra para la Dependencia, en colaboración con los balnearios de Fitero y Serón y la Fundación Caja Navarra.[5][6]